# هتل دورچستر
هتل دورچستر (انگلیسی: The Dorchester) یک هتل پنج ستاره در شهر لندن، انگلستان است.
این هتل که در خیابان پارک لین قرار دارد در سال ۱۹۳۱ تأسیس شده و دارای ۲۵۰ اتاق و ۴۹ سوئیت می‌باشد.

## نگارخانه

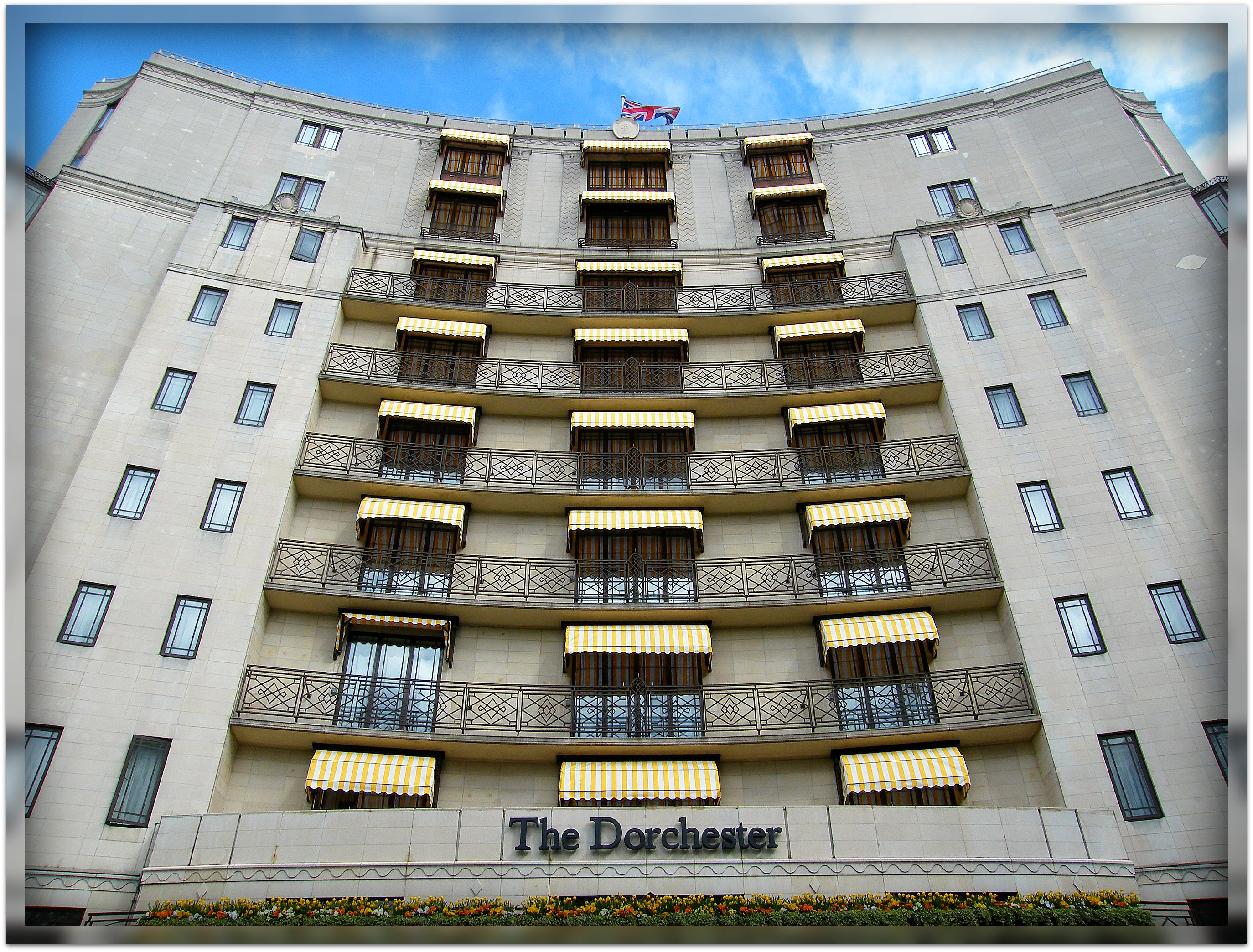
نمای ساختمان هتل
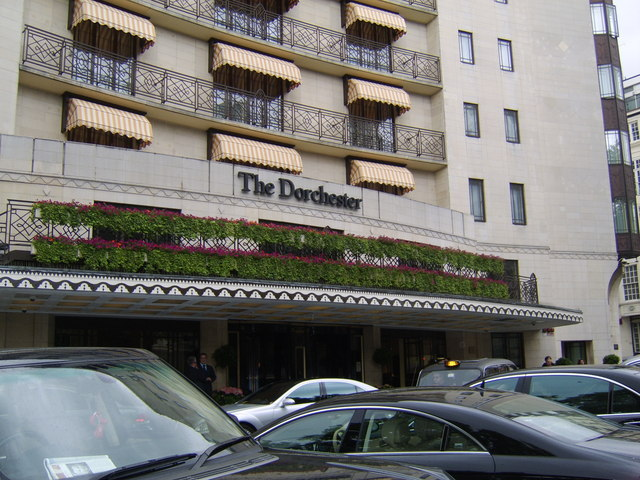
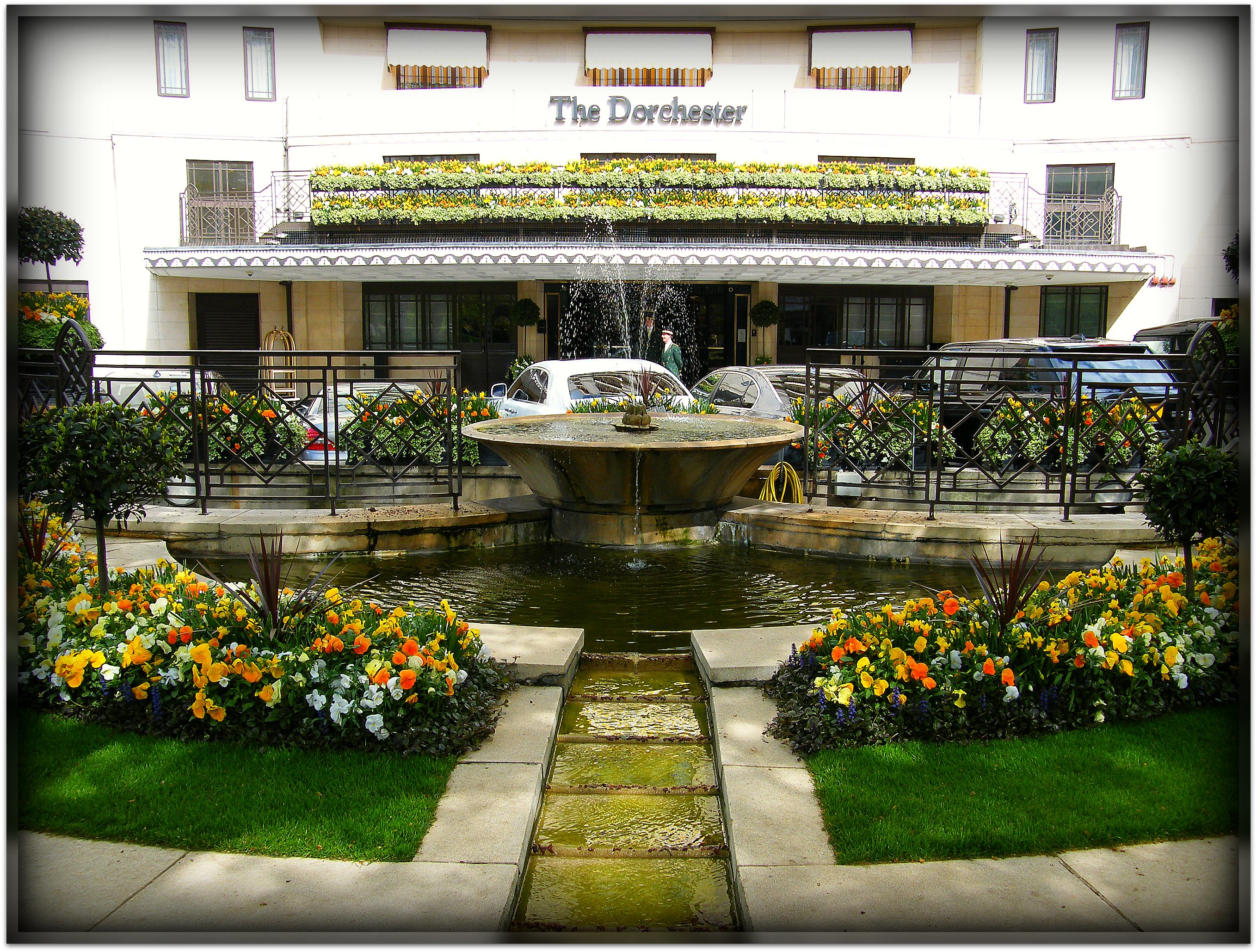
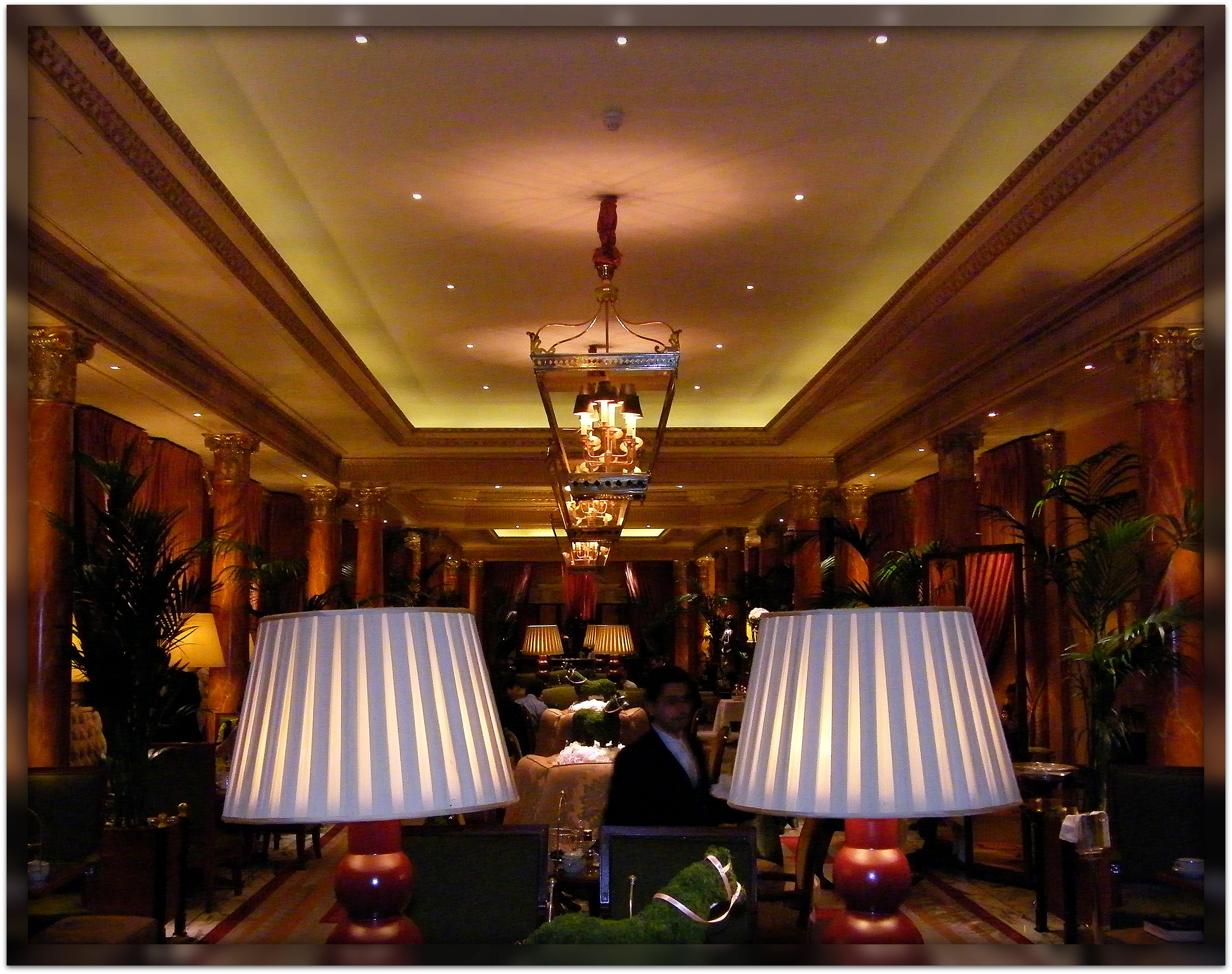